# Gustavo Rodolfo Mendoza Hernández
Gustavo Rodolfo Mendoza Hernández (* 19. Oktober 1934 in Guatemala-Stadt) ist ein guatemaltekischer Geistlicher und emeritierter römisch-katholischer Weihbischof in Guatemala.

## Leben
Der Erzbischof von Guatemala, Mariano Rossell y Arellano, weihte ihn am 21. September 1958 zum Priester.
Papst Johannes Paul II. ernannte ihn am 9. Juli 2004 zum Weihbischof im Erzbistum Guatemala und Titularbischof von Selemselae. Der Erzbischof von Guatemala, Rodolfo Kardinal Quezada Toruño, spendete ihm am 27. Juni desselben Jahres die Bischofsweihe; Mitkonsekratoren waren Erzbischof Bruno Musarò, Apostolischer Nuntius in Guatemala, und Pablo Vizcaíno Prado, Bischof von Suchitepéquez-Retalhuleu.
Am 11. November 2016 nahm Papst Franziskus seinen altersbedingten Rücktritt an.